# Garde-Jäger-Bataillon (Preußen)
Das Garde-Jäger-Bataillon war ein neupreußisches Jägerbataillon, das in der Tradition des altpreußischen Korps Jäger zu Fuß stand und 1744 von Friedrich II. in Preußen aufgestellt wurde. 1808 wurde daraus das Jägerbataillon Nr. 1, das den Namen Garde-Jäger-Bataillon erhielt. Es gehörte nachfolgend bis 1918 zum Gardekorps der Königlich-Preußischen Armee.

## Geschichte

Garde-Jäger um 1835

### Ursprünge und Feldjäger zu Fuß
Am 24. November 1740 erfolgte auf Schloss Rheinsberg in Brandenburg durch König Friedrich II. von Preußen der Aufstellungsbefehl an den Aufseher Schenck des Jägerhofes in Potsdam. Dieser wurde zum Capitaine de Guides ernannt und sollte die Preußische Armee mit guten Wegweisern versorgen.
Friedrich der Große stellte am 15. Juni 1744 das Korps Jäger zu Fuß auf, rekrutiert aus dem einheimischen Forstpersonal und deren Söhnen. Die zu Beginn 144 Jäger starke Einheit, die ihre eigene Bewaffnung mitbrachte (die gezogenen Jagdgewehre waren damals den glattläufigen Musketen der Linieninfanterie hinsichtlich Treffgenauigkeit deutlich überlegen), wuchs bis zum Siebenjährigen Krieg auf 300 Mann und wurde 1757 in zwei Kompanien aufgeteilt. 1760 wurden beide bei Charlottenburg von russischen Kosaken durch fehlerhafte Führung und Ausweichen über offenes Gelände aufgerieben, jedoch gleich darauf aber zu vier Kompanien wieder aufgestellt. Nach dem Krieg wurde das Korps wieder auf Stärke von zwei Kompanien reduziert, um 1773 mit fünf Kompanien in Bataillonsstärke anzuwachsen. 1778 wurde eine sechste Kompanie aufgestellt. Am 1. Januar 1784 erfolgte eine Kabinettsorder zur Umwidmung des Bataillons zu einem Regiment von zehn Kompanien.
Das Regiment ging 1806 mit dem Korps Blücher unter. Einige Kompanien konnten entweichen.

### Befreiungskriege und neupreußische Armee
1808 wurden die verbliebenen Kompanien im Garde-Jäger-Bataillon zusammengefasst. Sie bewährten sich anschließend in den Befreiungskriegen. Es deckte – allein auf sich gestellt – den Rückzug hinter die Katzbach und bewahrte damit die Preußen und Russen vor einer Katastrophe. Bei der Völkerschlacht bei Leipzig waren sie es, die in hartem Häuserkampf den Vorort Möckern eroberten, dadurch den französischen Reserven den Zugang nach Leipzig verwehrten und so einen wesentlichen Anteil am Sieg hatten.
1808 waren die Standorte Berlin, 1812 Breslau, 1814 Berlin und von 1818 an die preußische Residenz Potsdam. Das Bataillon bestand aus gelernten Jägern. Ihre Fähigkeiten sollten, beweglich eingesetzt, im Kriege die Linieninfanterie unterstützen. Bewährte Jäger wurden nach Ableistung ihrer Dienstzeit in den Staats-Forstdienst übernommen.
Das Bataillon gehörte zur 1. Garde-Infanterie-Brigade in Potsdam in der 1. Garde-Division (Berlin) des Gardekorps (Berlin). Ab dem 1. Oktober 1902 war dem Bataillon die Garde-Maschinengewehr-Abteilung Nr. 1 zugeteilt.
Aus heutiger Sicht ist der spätere Reichskanzler Otto von Bismarck wohl als bekanntester Garde-Jäger zu nennen. Wenn man aber bedenkt, dass er 1838 in Potsdam seinen Dienst als Einjährig-Freiwilliger begann und bereits im Herbst zum Jäger-Bataillon Nr. 2 nach Kulm in Pommern versetzt wurde und zudem jenes Bataillon später den Namen Pommersches Jäger-Bataillon „Fürst Bismarck“ Nr. 2 erhielt, erscheint es zumindest fragwürdig ob dies immer der Fall gewesen ist.
Auch im Deutsch-Dänischen Krieg 1864 und im Preußisch-Österreichischen Krieg 1866 war das Bataillon im Einsatz.

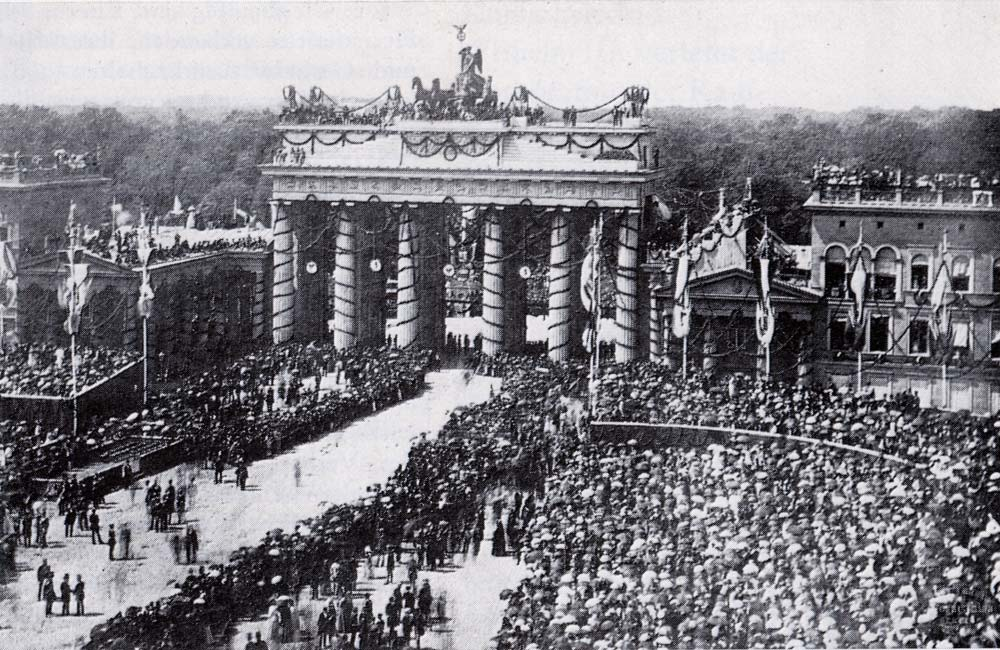
Das Garde-Jäger-Bataillon zieht nach dem Krieg 1871 in Berlin ein.

### Deutsch-Französischer Krieg
Am 15. Juli 1870 wurde in Preußen die Mobilmachung zum Deutsch-Französischen Krieg befohlen. Das Garde-Jäger-Bataillon gehörte zur 2. Armee, die vom Prinzen Friedrich Karl befehligt wurde. Es wurde von Potsdam mit der Bahn bis Mannheim befördert und marschierte von dort sofort auf Metz. Schon am 18. August schlug das Bataillon, als Teil der Avantgarde seine erste Schlacht. Sie endete siegreich mit der Erstürmung von St. Privat, welche die Franzosen zum Rückzug in die Festung Metz zwang. Nach der Einschließung der Festung wurde das Bataillon der neugebildeten Maas-Armee zugeteilt, welche den Franzosen am 1. September die Schlacht bei Sedan lieferte. Auch hier hatte das Garde-Jäger-Bataillon erheblichen Anteil am Sieg. Am 18. Januar 1871 nahm eine Abordnung des Bataillons an der feierlichen Proklamation des Königs von Preußen zum deutschen Kaiser in Versailles teil. Am 18. Juni zogen die siegreichen Truppen, darunter die Potsdamer Jäger, feierlich in die festlich geschmückte neue deutsche Reichshauptstadt Berlin ein. 

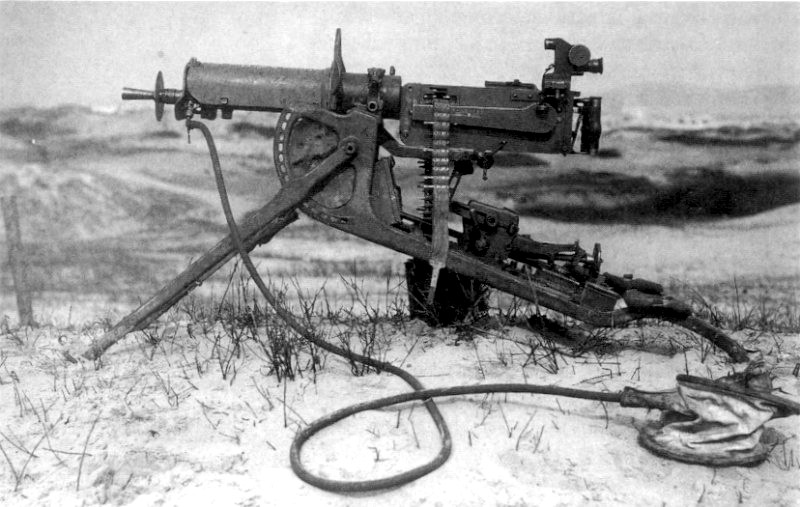
Das MG 08, in Preußen zuerst beim Garde-Jäger-Bataillon eingeführt und erprobt.

Um 1900 wurde das Garde-Jäger-Bataillon beauftragt, das neu einzuführende Maschinengewehr zu erproben und frontreif zu machen. Ebenso wurde eine andere technische Neuerung, das Fahrrad, zunächst bei den Jägern erprobt und eingesetzt.

### Erster Weltkrieg
Nach der Mobilmachung 1914 stand das aktive Bataillon am 4. August um 18.00 Uhr in voller Stärke abmarschbereit. Um 23.11 Uhr rollte der Zug von Potsdam gen Westen. Am 6. August trafen die Soldaten in Belgien ein. Es folgte ein achttägiger Marsch an die Front, teilweise mit täglichen Marschleistungen von über 40 km. Am 15. August hatte das Bataillon bei Dinant seine Feuertaufe in diesem Kriege. Nach teils heftigen Gefechten überschritt das Bataillon am 26. August bei Tout Vent die französische Grenze. Am 20. September griff das Bataillon bei La-Ville-aux-Bois an. Dabei erlitten die Garde-Jäger schwere Verluste (87 Tote, 143 Verwundete, der Kommandeur Major Hans von Fabeck selbst schwer verwundet). Nach einer Ruhepause wurde das Bataillon im April 1915 in einer Stärke von 43 Offizieren und 1.117 Unteroffizieren und Mannschaften ins Elsass verlegt und für lange Zeit auf der Höhe Hartmannsweiler Kopf in den Vogesen im Stellungskrieg gegen französische Gebirgstruppen eingesetzt. Am 14. Oktober 1916 wurde das Bataillon nach Mazedonien verlegt, wo die Entente eine Südfront gegen die Mittelmächte gebildet hatte.
Es gelang den Gardejägern, auf der Höhe 1050 bei Prilep den feindlichen Angriffen standzuhalten. Sieben schwere Angriffe mit heftiger Artillerievorbereitung scheiterten. Im Februar 1918 kehrte das Bataillon in die Vogesen an der Westfront zurück. Neue Angriffe am Hartmannsweiler Kopf sollten von den großangelegten Vorbereitungen der Operation Michael im Norden der Front ablenken, der Einsatzort wurde „Jägertanne“ genannt. Ab 4. November 1918 zog sich das Bataillon nach Deutschland zurück. Auf dem Rückmarsch, der von zahlreichen Schwierigkeiten begleitet wurde, konnten die Offiziere die Bildung eines Arbeiter- und Soldatenrates nicht verhindern. Am 13. November 1918 wurde die Heimatgarnison Potsdam erreicht.
Die 1914 aufgestellten Kriegsformationen des Garde-Jäger-Bataillons waren das Garde-Reserve-Jäger-Bataillon und das Reserve-Jäger-Bataillon Nr. 15.

### Verbleib
Zahlreiche Garde-Jäger meldeten sich nach der Demobilisierung zum Freikorps Potsdam und schlugen in der Folgezeit bis Mai 1919 für die Reichsregierung linkssozialistische Aufstände nieder. Am 15. Juni 1919 hielt das Bataillon seine letzte Parade anlässlich der 175-Jahr-Feier ab und wurde zum 30. September 1919 aufgelöst.
Die Tradition des Bataillons wurde in der Reichswehr von der 6. Kompanie des 9. (Preußisches) Infanterie-Regiments und später in der Wehrmacht bis 1945 vom Infanterieregiment 9 fortgeführt.
In der Bundeswehr wahrte zunächst die Selbständige Panzerjäger-Kompanie 440 in Wuppertal das Andenken der Gardejäger, nach deren Auflösung 1981 die 2. Kompanie des Panzerbataillons 533 und ab 1991 die 1996 aufgelöste 2./ Jägerbataillons 533 in Düren.
Von 2004 bis 2006 übernahm das Potsdamer Heimatschutzbataillon 842 (entstanden aus dem Sicherungsbataillon 4422 in Trier) die Tradition der Potsdamer Jäger. Heute wird das Andenken des Garde-Jägerbataillons von der 3. Sicherungskompanie des Stabs- und Fernmeldebataillons des Einsatzführungskommandos der Bundeswehr in Potsdam in der Henning-von-Tresckow-Kaserne bewahrt.

## Kommandeure

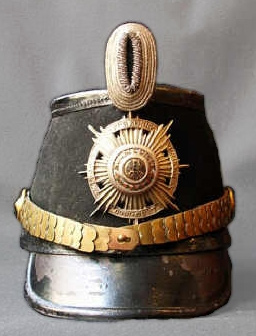
Offizierstschako der Garde-Jäger

| Dienstgrad                   | Name                                  | Datum                                                           |
| ---------------------------- | ------------------------------------- | --------------------------------------------------------------- |
| Oberst                       | Heinrich von Witzleben                | 25. Dezember 1808 bis 27. Dezember 1809                         |
| Major/Oberstleutnant         | Friedrich Wilhelm von Jagow           | 28. Dezember 1809 bis 9. März 1813                              |
| Major                        | Florian von Seydlitz-Kurzbach         | 14. März bis 30. Mai 1813 (mit der Führung beauftragt)          |
| Major                        | Florian von Seydlitz-Kurzbach         | 01. Juni bis 13. Dezember 1813                                  |
| Oberstleutnant               | Job von Witzleben                     | 14. Dezember 1813 bis 9. Oktober 1815                           |
| Major/Oberstleutnant/ Oberst | August Wilhelm von Neumann-Cosel      | 10. Oktober 1815 bis 29. März 1831                              |
| Major/Oberstleutnant/Oberst  | Karl von Knobloch                     | 30. März 1838 bis 23. August 1848                               |
| Major/Oberstleutnant/Oberst  | Gustav von Arnim                      | 24. August 1848 bis 19. Oktober 1854                            |
| Oberstleutnant/Oberst        | Heinrich von Plonski                  | 26. Oktober 1854 bis 22. Oktober 1856                           |
| Major                        | Emil von der Lancken                  | 23. Oktober 1856 bis 13. April 1857                             |
| Oberstleutnant               | Guido von Oppell                      | 14. April 1857 bis 13. Juni 1859                                |
| Major                        | Theobald zu Dohna                     | 14. Juni 1859 bis 30. Juni 1860 (mit der Führung beauftragt)    |
| Major/Oberstleutnant         | Theobald zu Dohna                     | 01. Juli 1860 bis 17. Oktober 1861                              |
| Major                        | Bernhard von Werder                   | 18. Oktober 1861 bis 16. März 1863 (mit der Führung beauftragt) |
| Oberstleutnant               | Bernhard von Werder                   | 17. März 1863 bis 19. Mai 1866                                  |
| Major                        | Viktor von Roeder                     | 20. Mai bis 29. Oktober 1866                                    |
| Major                        | Alexander von Kameke                  | 30. Oktober 1866 bis 17. Juni 1870                              |
| Major/Oberstleutnant         | Gustav von Arnim                      | 18. Juli 1870 bis 27. Oktober 1875                              |
| Major/Oberstleutnant         | Karl Finck von Finckenstein           | 28. Oktober 1875 bis 16. August 1880                            |
| Major/Oberstleutnant/Oberst  | Hermann von Wilczeck                  | 11. Dezember 1880 bis 3. Dezember 1886                          |
| Major/Oberstleutnant         | Bodo von der Horst                    | 04. Dezember 1886 bis 1. September 1889                         |
| Oberstleutnant               | Alexander von der Goltz               | 02. September 1889 bis 15. Juni 1894                            |
| Major/Oberstleutnant         | Karl von Plettenberg                  | 16. Juni 1894 bis 14. Juni 1898                                 |
| Major/Oberstleutnant         | Alfred von Besser                     | 15. Juni 1898 bis 27. Oktober 1902                              |
| Oberstleutnant               | Karl von Boddien                      | 28. Oktober 1902 bis 14. April 1904                             |
| Major                        | Henning von Bonin                     | 01. Mai 1904 bis 3. April 1907                                  |
| Major/Oberstleutnant         | Konrad Wilhelm Finck von Finckenstein | 04. April 1907 bis 15. Juni 1913                                |
| Major                        | Friedrich Gebhard von Krosigk         | 16. Juni 1913 bis 28. September 1914                            |
| Major                        | Hans von Fabeck                       | 29. September 1914 bis 2. April 1916                            |
| Major                        | Wilhelm von Goetzen                   | 03. April 1916 bis 21. Februar 1918                             |
| Major                        | Friedrich von Lüttichau               | 22. Februar bis 11. Dezember 1918                               |
| Hauptmann                    | Bogislav von Bonin                    | 12. Dezember 1918 bis Januar 1919                               |
| Oberstleutnant               | Wilhelm von Gluszewski                | Januar bis 30. September 1919                                   |

## Uniform

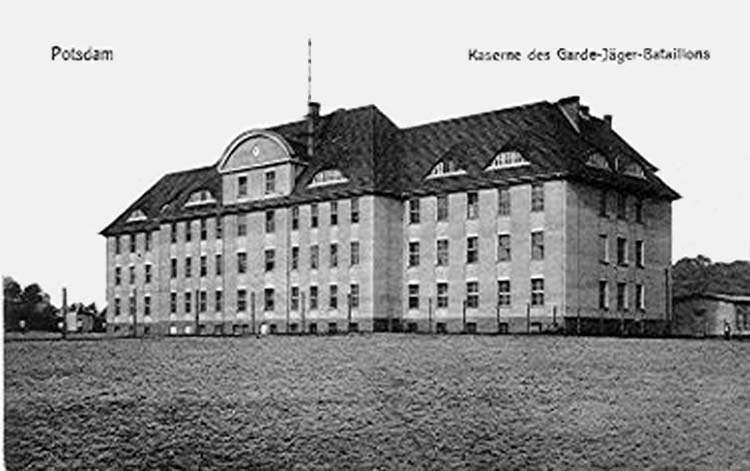
Die Kaserne in Potsdam, 1916

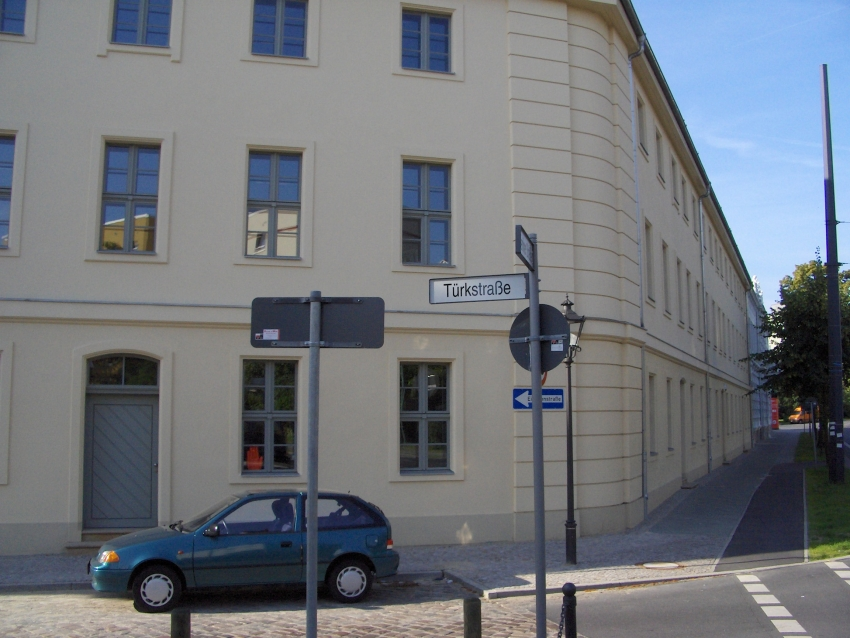
Die Garde-Jäger-Kaserne, im Jahr 2006

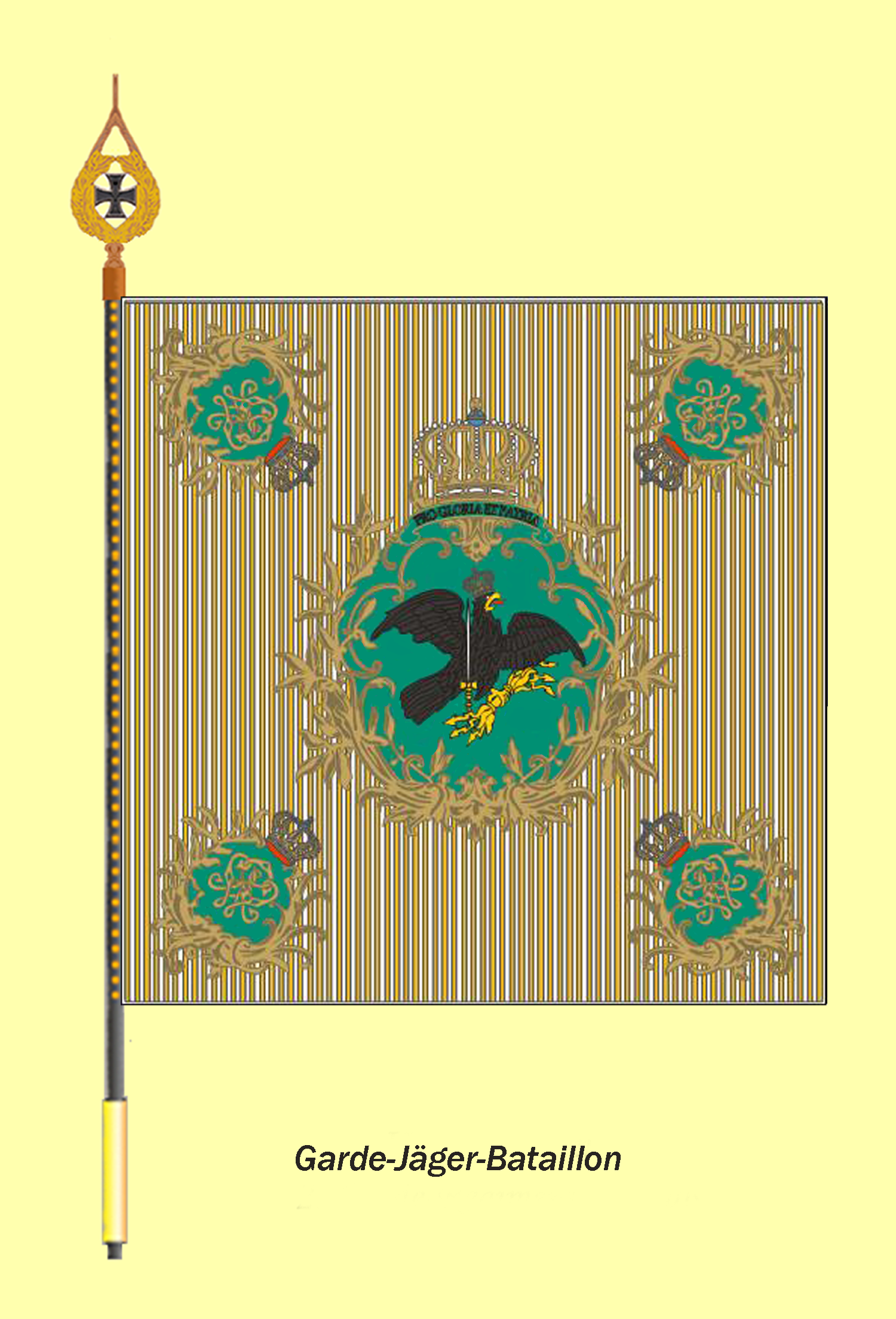
Fahne des Garde-Jäger-Bataillons

Die Feldjäger zu Fuß trugen einen Dreispitz mit rein grüner Uniform mit roten Aufschlägen und pailler Hose. In den ersten Jahren brachten die Förstersöhne ihre eigene Uniform mit.
Die Garde-Jäger trugen statt einer Pickelhaube einen Tschako mit Gardestern, außerdem einen grünen Waffenrock mit roten Vorstößen und gelben Litzen am Kragen und an den Aufschlägen. Als Seitenwaffe wurde ein Hirschfänger getragen.

## Kasernen
Das Garde-Jäger-Bataillon hatte in Potsdam – neben seiner sogenannten „Kleinen Kaserne“, an der Ecke Posthof- und Charlottenstraße – seine „Garde-Jäger-Kaserne“ (auch „Beweibten-Kaserne“ genannt) an der Ecke Türkstraße und Berliner Straße. Das Gebäude wurde Mitte des 18. Jahrhunderts von Heinrich Ludwig Manger errichtet. Im Zweiten Weltkrieg wurde es teilweise zerstört und in den Jahren 2004 und 2005 rekonstruiert. Danach diente es dem Energiekonzern E.DIS als Verwaltungssitz im Land Brandenburg.

## Fahne
Als Ersatz für kriegs- oder altersbedingt beschädigte oder verschlissene Fahnen wurden auf Befehl Wilhelms II. zahlreiche Fahnen neu gefertigt und verliehen, 1892 auch für das Garde-Jäger-Bataillon. Das Fahnentuch wurde aus weißem Taft mit Goldsteifen gefertigt, für das Mittelfeld und die Eckfelder wurde dunkelgrüner Goldbrokatstoff verwendet. Die Applikationen (Adler im Mittelfeld, Monogramme und Ornamente) wurden überwiegend in silberner, goldener und schwarzer Stickerei ausgeführt. Die gelbe Fahnenstange trägt zwei Fahnenringe mit den Inschriften G.J.B. und Erneut unter König Wilhelm II.1892.
Die Nagelung und Weihe der Fahne fanden im Berliner Stadtschloss statt, die Übergabe erfolgte im Lustgarten.
Als Auszeichnung für die militärischen Verdienste des Bataillons bzw. dessen langjähriges Bestehen wurden der Fahne verliehen:
- Band der Kriegsdenkmünze 1813/14
- Band des Erinnerungskreuzes für 1866 mit Schwertern
- Eisernes Kreuz von 1870 (in der Fahnenspitze)
- Säkular-Fahnenband 1891
- Schwarz-silbernes Fahnenband 1900 mit Säkularspangen (Stiftungstag-Inschrift „15. Juni 1744“)

Gemäß A.K.O. vom 2. August 1914 war die Fahne bei Beginn des Ersten Weltkriegs nicht ins Feld mitzuführen und wurde mit anderen Feldzeichen des Gardekorps in den Fahnensaal des Berliner Stadtschlosses überführt. 1919 kam dieses Fahnengut zunächst in das ehemalige Kriegsministerium in Berlin, wurde 1921 in der Garnisonkirche in Potsdam untergebracht und 1944/45 ausgelagert. Die Fahnen gelangten in den Besitz der US-Streitkräfte, die sie später der hessischen Landesregierung übergaben. 1958 wurden sie nach Berlin (West) zur vorläufigen Verwaltung durch den Berliner Senat gebracht, ehe sie von der Stiftung Preußischer Kulturbesitz übernommen wurden. 1970 kamen sie als Dauerleihgabe in das Wehrgeschichtliche Museum Rastatt und wurden dort 1971 restauriert. Nach der Wiedervereinigung wurden die Fahnen einschließlich der des Garde-Jäger-Bataillons in den Bestand des Deutschen Historischen Museums in Berlin aufgenommen.

## Denkmäler
Bereits nach dem Deutsch-Österreichischen Krieg 1866 errichteten Soldaten der 1. Kompanie ihren gefallenen Kameraden an der Schießbahn der 1. Kompanie im Potsdamer Forst einen schlichten Gedenkstein, der von einem Adler bekrönt war. An den Seiten waren die Namen der Gefallenen verzeichnet. Das Denkmal gibt es nicht mehr.
1871 kehrte das Bataillon aus dem Deutsch-Französischen Krieg in seine Garnison Potsdam zurück. Ebenfalls im Potsdamer Forst, vor den ehemaligen Schießständen der Gardejäger wurde im August 1995 das Bataillonskriegerdenkmal 1870/71 wiedergefunden, das lange Zeit als verschollen galt. 
 Das Denkmal geht auf eine Stiftung seines Offizierkorps zurück und wurde um 1880 „Zum / Andenken an die in den Feldzügen 1870/71 / gebliebenen Offiziere, Oberjäger und Jäger / des Garde Jäger Bataillons“ aufgestellt.
Am 24. Juni 1923 wurde das Kriegerdenkmal 1914-18 für die im Ersten Weltkrieg Gefallenen des längst aufgelösten Garde-Jäger-Bataillons auf dem Potsdamer Bassinplatz feierlich enthüllt. Zu der Einweihung waren hunderte alter Gardejäger gekommen; zahlreiche Fahnenabordnungen und zwei Soldaten in historischen Uniformen, die zu beiden Seiten vor dem Denkmal standen, gaben der Veranstaltung die richtige Kulisse. 
 Ehemalige Angehörige des Bataillons und seiner Kriegsformationen, die auf vier Tafeln, die in einem Halbkreis das Denkmal umgaben, hatten es gestiftet. Der Berliner Bildhauer Karl Kowalczewski schuf den Entwurf: Das Denkmal stellt einen Felsen „inmitten einer Vogesenlandschaft und einen Gardejäger dar, der den Hartmannsweilerkopf bergan stürmt.“
Bei einer grundlegenden Umgestaltung des Bassinplatzes im Jahre 1936 wurde das Denkmal an den Rand des Platzes versetzt. Die Stifter übergaben das Denkmal in die Obhut der Stadt Potsdam. Nur so ist es zu erklären, dass der bronzene Handgranatenwerfer die Metallspende des Deutschen Volkes 1944 nicht überstand. Noch während des Zweiten Weltkrieges wurde als Ersatz für den Gardejäger ein Zementguß-Adler angeschafft. Am 18. Juni 1944 wurde das mit diesem Adler ausgestattete Denkmal bei den Schießbahnen im Potsdamer Forst wiedererrichtet und neu enthüllt.
Die Historie dieses Denkmals zwischen 1945 und 1995 ist weitgehend unbekannt. Das Gelände der alten Jäger-Schießbahnen an der Michendorfer Chaussee wurde gelegentlich in die Geländespiele der Jungen Pioniere der DDR einbezogen. Dabei wurde das Kriegerdenkmal der Gardejäger zwar gesehen, aber nicht weiter beachtet. Der Zeitpunkt der Zerstörung konnte bisher noch nicht geklärt werden.
1995 erhielt das Preußische Denkmal-Institut einen ersten Hinweis zu diesem Denkmal; es wurde besichtigt und fotografiert. Gleichzeitig wurde das noch auf seinem Unterbau stehende Kriegerdenkmal 1870/71 entdeckt. Beim IV. Korps in Potsdam fanden sich engagierte Kameraden, die sich der beiden Denkmäler annahmen.
In den folgenden Jahren wurden beide Denkmäler geborgen, restauriert und gereinigt. Am 15. Juni 2001 wurden die in der Henning-von-Tresckow-Kaserne in Geltow wieder aufgestellten Kriegerdenkmäler im Rahmen einer würdigen Feierstunde in die Obhut des Verteidigungsbezirkskommandos (VBK) 84 übergeben. Nach Voranmeldung und Terminabsprache mit dem Kasernenoffizier können beide Denkmäler besichtigt werden.
Im Katharinenholz unweit der Katharinenholzstraße befand sich ein Kriegerdenkmal, errichtet 1872 und erinnerte an den Einsatz der Gardejäger zu Fuß in den deutschen Einheitskriegen 1866/71.
Es wurde am 2. September 1872 in Anwesenheit Kaiser Wilhelms I. enthüllt. Auf dem wuchtigen Denkmal, fast an die vier Meter hoch, lag ein lebensgroßer Löwe. Darunter an jeder Seite befanden sich Lorbeerkränze mit den Namen der Schlachten, an denen die Soldaten des Regimentes teilnahmen.
Die Namen befanden sich auch auf den von gekrönten Adlern gezierten Randsäulen.
Die Inschrift auf der Tafel lautete:

„Dem ehrenvollen Andenken der in den Feldzügen 1866, 1870 und 1871 mit Gott für König und Vaterland ruhmvoll gefallenen Offiziere, Unteroffiziere u. Mannschaften gewidmet vom Ersten Garde Regiment zu Fuss am 18ten August 1872“

Von diesem Denkmal wurden im Jahr 2005 von den Mitarbeitern einer Munitionsbergungsfirma noch einige Reste gefunden.
Es sind auf diesen Resten noch zwei Ortsnamen, die u. a. an die Gefallenen der Schlachten von Pierrefitte und Stains vom 19. September, 23. September und 29. Oktober 1870 erinnern, erkennbar.
In den 1970er Jahren wurde in der Panzerkaserne in Düren ein schlichter Gedenkstein zum Gedenken an die Gardejäger aufgestellt. Seit der Auflösung des Jägerbataillons 533 steht dieser Stein in der Blücher-Kaserne in Berlin-Kladow.

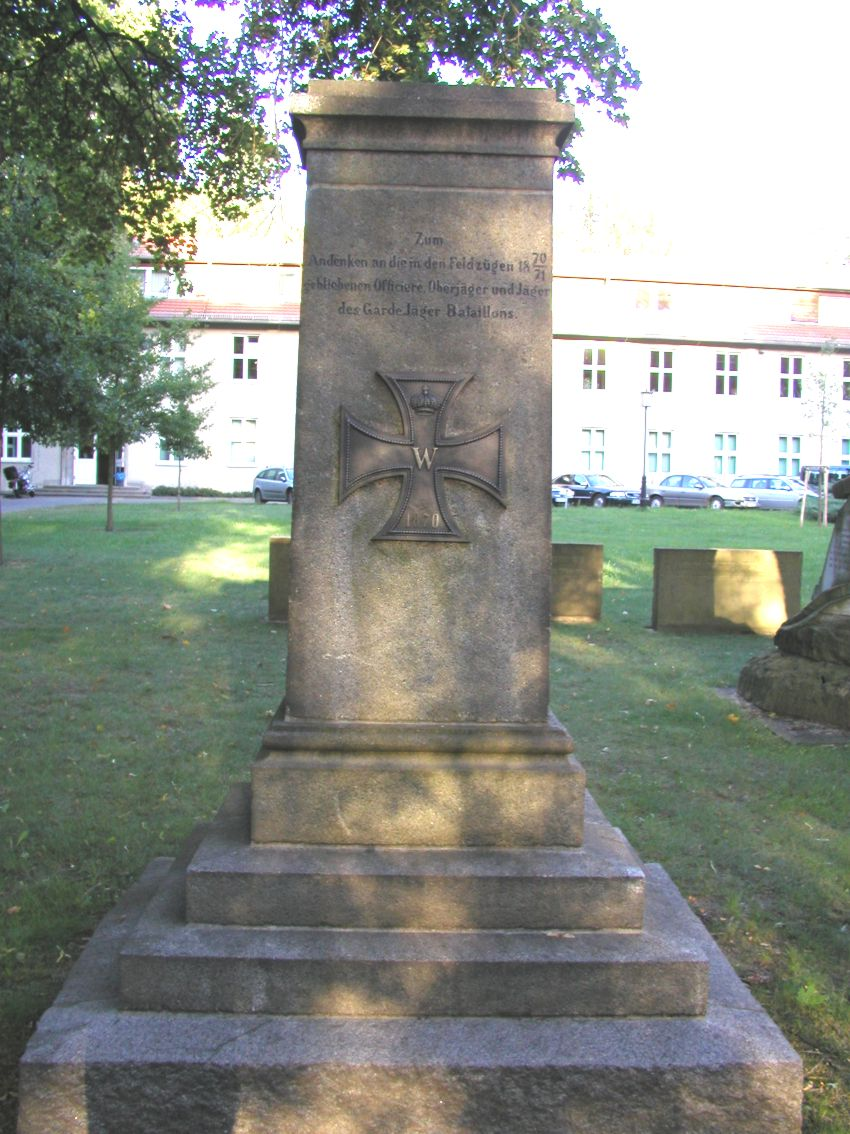
Kriegerdenkmal 1870/71 heute
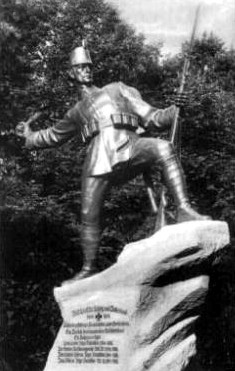
Das Kriegerdenkmal 1914–18 für die Gefallenen des Garde-Jäger-Bataillons und seiner Kriegsformationen
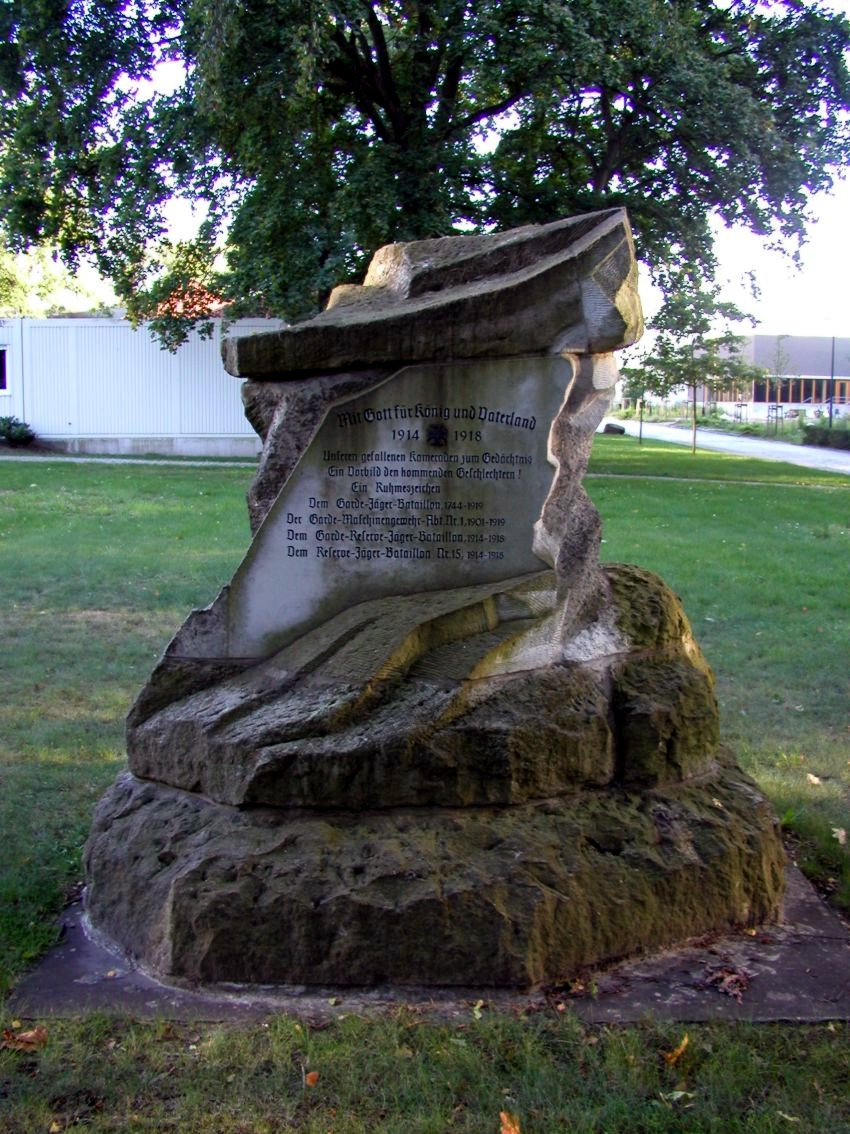
Kriegerdenkmal 1914–1918 heute